# Ведмедик (крамниця)

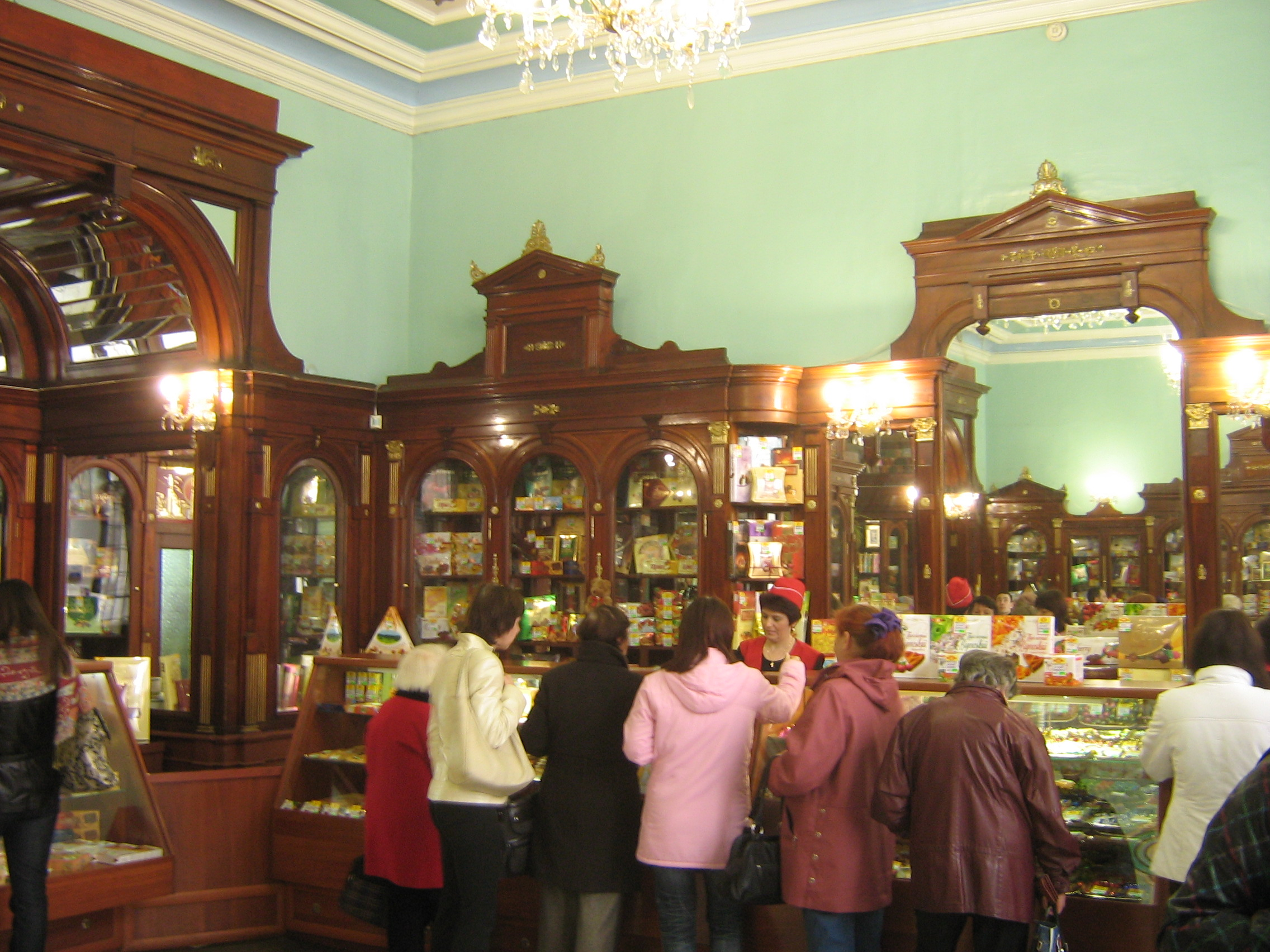
Інтер'єр магазину, 2009 рік

«Ведмедик» — кондитерський магазин в Харкові. Відкритий у 1900 році на Миколаївській площі як фірмовий магазин роздрібної торгівлі Торгового дому Жорж Борман. Назву «Ведмедик» отримав з 1970-х років. Розташований у будівлі Університету мистецтв імені Котляревського.

## Історія
Російський підприємець Георгій Борман у 1896 році заснував у Харкові фабрику з виробництва бісквітів та шоколаду товариства Жорж Борман (нині кондитерська фабрика «Харків'янка»). В асортименті фабрики переважала переважно недорога, доступна широкому колу споживачів продукція: шоколад, шоколадні цукерки, карамель та монпансьє в банках, мармелад, різне варення, бісквіти та пряники.
Фірмовий магазин роздрібної торгівлі Торгового дому Жорж Борман у Харкові був відкритий у 1900 році в прибутковому будинку Гладкого на Миколаївській площі (сучасна площа Конституції, будинок 11) і за своїм інтер'єром не поступався красі столичним палацам і музеям. Інтер'єр магазину був оформлений в «єлісєєвському» стилі магазинів купця Єлісєєва на вулиці Тверській та на Невському проспекті. Він був першим у Харкові магазином, що висвітлювався електричним освітленням.
Загалом у Харкові до 1915 року працювало чотири магазини товариства Жорж Борман, ще два були пізніше відкриті на вулиці Рибній, будинок 3 (Кооперативна вулиця) та вулиці Катеринославській, будинок 4 (сьогодні — Полтавський шлях). Навпроти магазину в прибутковому будинку Гладкого в будівлі Братського будинку Успенського собору на тій же Миколаївській площі працював ще один, четвертий магазин, в якому можна було купити продукцію Жорж Борман. У післявоєнний період він був перетворений на популярне міське кафе «Східні солодощі», яке закрилося на початку 2000-х років.
Після Другої світової війни магазин отримав назву «Кондитерські вироби» на площі Тевелєва, а його початковий інтер'єр було відновлено. Не пізніше 1974 був перейменований в «Ведмедик».
До 2002 року магазин ставився до кондитерської фабрики «Харків'янка» на Коцарській вулиці, яка раніше називалася фабрикою Жоржа Бормана. З 2002 магазин «Ведмедик» належить ЗАТ «Харківська бісквітна фабрика».
Включений туристичні маршрути міста Харкова як історична пам'ятка.